# Clement W. H. Lam
Clement Wing Hong Lam ist ein kanadischer Mathematiker, der sich mit Kombinatorik beschäftigt.
Lam wurde 1974 bei Herbert Ryser am Caltech promoviert (Rational G-Circulants Satisfying the Matrix Equation {\displaystyle A^{2}=dI+\lambda J}). Er ist Professor an der Concordia University in Montreal.
1992 erhielt er den Lester Randolph Ford Award für The search for a finite projective plane of order 10. Darin zeigte er, dass keine solche endliche projektive Ebene der Ordnung 10 existiert. Das entspricht der Lösung eines nach ihm benannten Problems (Lam’s Problem).
2006 erhielt er die Euler-Medaille.